# Wish You Love
Wish You Love è un album discografico di Santo & Johnny, pubblicato dall'etichetta discografica Canadian-American Records nell'agosto del 1964.

## Tracce

### LP
Lato A
1. I Wish You Love – 2:29 (Albert Askew Beach, Charles Trenet)
2. More – 2:18 (Marcello Ciorciolini, Norman Newell, Riz Ortolani, Nino Oliviero)
3. Our Day Will Come – 2:10 (Bob Hilliard)
4. Forever Mine – 2:35 (Jody Cameron Malis)
5. Fools Rush In – 2:28 (Johnny Mercer)
6. Melissa – 2:40 (Lissa Farrell (Melissa Sadoff))

Lato B
1. I Left My Heart in San Francisco – 2:17 (Doug Cross)
2. There I've Said It Again – 2:04 (Redd Evans, Dave Mann,)
3. Since I Fell for You – 2:42 (Buddy Johnson)
4. Monte Carlo – 2:34 (Santo Farina, Johnny Farina, Ann Farina)
5. Bullfighter – 2:32 (Santo Farina, Johnny Farina, Ann Farina)
6. Sugar Song – 2:25 (Santo Farina, Johnny Farina, Ann Farina)

## Musicisti
- Santo Farina - chitarra steel
- Johnny Farina - chitarra
- Mort Garson - conduttore orchestra, arrangiamenti
- Mort Garson Orchestra

Note aggiuntive
- Gene Malis - produttore
- Registrazioni effettuate al Regent Sound Studios di New York City, New York
- Hal Dreeben - ingegnere delle registrazioni
- Kathy Kryger - coordinatrice album[2]